# 岳母
岳母，即妻子的母親，也叫作丈母娘、泰水，粵語稱外母。
丈母則為父執輩的妻子，可作為岳母、姨母、姑母、結拜兄弟的母親的稱謂。